# HD13122
HD13122 — хімічно пекулярна зоря спектрального класу F0, що має видиму зоряну величину в смузі V приблизно  6,7.
Вона  розташована на відстані близько 332,5 світлових років від Сонця.

## Фізичні характеристики
Телескоп Гіппаркос зареєстрував фотометричну змінність  даної зорі з періодом    0,11 доби в межах від  Hmin= 6,77 до  Hmax= 6,69.

## Пекулярний хімічний вміст
Зоряна атмосфера HD13122 має підвищений вміст 
Sr
.